# Bhutan i olympiska sommarspelen 2020
Bhutan deltog med en trupp på fyra idrottare vid de olympiska sommarspelen 2020 i Tokyo som hölls mellan den 23 juli och 8 augusti 2021 efter att ha blivit framflyttad ett år på grund av coronaviruspandemin. Det var 10:e raka sommar-OS som Bhutan deltog vid. Ingen av landets deltagare erövrade någon medalj.

## Bågskytte
| Idrottare | Gren                  | Rankningsomgång | Rankningsomgång | 32-delsfinal         | Sextondelsfinal      | Åttondelsfinal       | Kvartsfinal          | Semifinal            | Final / BM           | Final / BM       |
| Idrottare | Gren                  | Poäng           | Placering       | Motståndare Resultat | Motståndare Resultat | Motståndare Resultat | Motståndare Resultat | Motståndare Resultat | Motståndare Resultat | Placering        |
| --------- | --------------------- | --------------- | --------------- | -------------------- | -------------------- | -------------------- | -------------------- | -------------------- | -------------------- | ---------------- |
| Karma     | Damernas individuella | 616             | 56              | Kumari (IND) L 0–6   | Gick inte vidare     | Gick inte vidare     | Gick inte vidare     | Gick inte vidare     | Gick inte vidare     | Gick inte vidare |

## Judo
| Idrottare       | Gren            | Sextondelsfinal      | Åttondelsfinal       | Kvartsfinal          | Semifinal            | Återkval             | Final / BM           | Final / BM       |                  |
| Idrottare       | Gren            | Motståndare Resultat | Motståndare Resultat | Motståndare Resultat | Motståndare Resultat | Motståndare Resultat | Motståndare Resultat | Placering        |                  |
| --------------- | --------------- | -------------------- | -------------------- | -------------------- | -------------------- | -------------------- | -------------------- | ---------------- | ---------------- |
| Ngawang Namgyel | Herrarnas 60 kg | Akkuş (TUR) L 00–10  | Gick inte vidare     | Gick inte vidare     | Gick inte vidare     | Gick inte vidare     | Gick inte vidare     | Gick inte vidare | Gick inte vidare |

## Simning
| Idrottare     | Gren                   | Heat  | Heat      | Semifinal        | Semifinal        | Final            | Final            |
| Idrottare     | Gren                   | Tid   | Placering | Tid              | Placering        | Tid              | Placering        |
| ------------- | ---------------------- | ----- | --------- | ---------------- | ---------------- | ---------------- | ---------------- |
| Sangay Tenzin | Herrarnas 100 m frisim | 57,57 | 68        | Gick inte vidare | Gick inte vidare | Gick inte vidare | Gick inte vidare |

## Skytte
| Idrottare      | Gren                    | Kval  | Kval      | Final            | Final            |
| Idrottare      | Gren                    | Poäng | Placering | Poäng            | Placering        |
| -------------- | ----------------------- | ----- | --------- | ---------------- | ---------------- |
| Lenchu Kunzang | Damernas 10 m luftgevär | 618,1 | 43        | Gick inte vidare | Gick inte vidare |